# Alexandre Goldenweiser
 (février 2024).
Si vous disposez d'ouvrages ou d'articles de référence ou si vous connaissez des sites web de qualité traitant du thème abordé ici, merci de compléter l'article en donnant les références utiles à sa vérifiabilité et en les liant à la section « Notes et références ».
Alexandre Borissovitch Goldenweiser (en russe : Александр Борисович Гольденвейзер) est un pianiste, compositeur et professeur russe et soviétique, né le 10 mars 1875 à Chișinău, dans le gouvernement de Bessarabie (Empire russe) et mort le 26 novembre 1961 à Moscou (Union soviétique).

## Biographie
Né dans une famille d’avocats d'ascendance juive, il fait ses études au Conservatoire de Moscou, qu’il termine en 1895 comme pianiste (son professeur est Pavel Pabst) et en 1897 comme compositeur (chez Mikhaïl Ippolitov-Ivanov). De 1906 jusqu’à sa mort, il enseigne au Conservatoire, et en est également directeur entre 1922-1924 et 1939-1942. Goldenweiser se produit souvent comme soliste et musicien de chambre. Son art pianistique traduit l’influence de Sergueï Rachmaninov, Alexandre Scriabine et Nikolaï Medtner, qu’il connaissait bien.
Goldenweiser est l'un des fondateurs de l’école moderne russe de piano. Il forme plus de deux cents pianistes, dont les plus célèbres sont Samuil Feinberg, Tatiana Nikolaïeva, Roza Tamarkina, Grigory Ginzburg, Lazar Berman, Dmitri Blagoï et d’autres. Il écrit plusieurs articles sur l’éducation musicale et certaines compositions. Sous sa transcription, des œuvres pour piano de J.-S. Bach, Domenico Scarlatti, Mozart, Beethoven, Schumann, Liszt et Tchaïkovski sont publiées.

## Titres et décorations
- Artiste du peuple de l'URSS en 1946
- Deux fois l'ordre de Lénine
- Trois fois l'ordre du Drapeau rouge du Travail en 1937, 1950 et 1955
- Prix Staline en 1947

## Musée
Son appartement, situé en plein centre de Moscou, au no 17 de la rue Tverskaïa, a été transformé en musée ouvert au public depuis 1959. On peut y consulter ses archives. Ce musée est une filiale du musée Glinka.